# مصطفی مدنی
مصطفی مدنی سیاستمدار کمونیست ایرانی و از اعضای ارشد سازمان چریک‌های فدایی خلق ایران است.

## زندگی سیاسی
مصطفی مدنی در دهه ۱۳۵۰ به سازمان چریک‌های فدایی خلق ایران پیوست. از سال ۱۳۵۷، وی یکی از چهره‌های برجسته آن سازمان محسوب می‌شد و به عنوان عضوی از کمیته‌های اجرایی و مرکزی مسئولیت داشت. وی با کسب ۱۰۰٬۸۹۴ رأی موفق نشد که در انتخابات مجلس خبرگان برای کرسی قانون اساسی از حوزه انتخابیه تهران برنده شود. او و فرخ نگهدار می‌خواستند سیدمحمد بهشتی را از حزب جمهوری اسلامی متقاعد کنند که جبهه‌ای ضد امپریالیستی ایجاد کند، درخواستی که مورد قبول واقع نشد. او از رژیم جدید، به دلیل عدم دموکراتیک و ارتجاعی بودن انتقاد می‌کرد.
پس از انشعاب سال ۱۹۸۰ در سازمان، مدنی در ابتدا با جناح اکثریت بود اما به دنبال اختلاف نظر با رهبری، او اقلیت را رهبری کرد که از اکثریت جدا شد و در سال ۱۳۶۱ به جناح اقلیت در سال ۱۳۶۳ او به همراه حماد شیبانی از جناح جدا شد و گروه جدیدی را تشکیل داد.